# (11966) Plateau
(11966) Plateau ist ein im äußeren Hauptgürtel gelegener Asteroid. Er wurde am 12. August 1994 von dem belgischen Astronomen Eric Walter Elst am La-Silla-Observatorium der Europäischen Südsternwarte in Chile (IAU-Code 809) entdeckt.
Der Asteroid ist Mitglied der Koronis-Familie, einer Gruppe von Asteroiden, die nach (158) Koronis benannt ist. Die zeitlosen (nichtoskulierenden) Bahnelemente von (11966) Plateau sind fast identisch mit denjenigen von sieben weiteren Asteroiden: (46193) 2001 FW141, (71033) 1999 XU70, (140405) 2001 TK73, (204565) 2005 EF290, (295059) 2008 EX117, (402314) 2005 TD123 und (470423) 2007 VN185.
Der mittlere Durchmesser von (11966) Plateau wurde mithilfe des Wide-Field Infrared Survey Explorers (WISE) mit 5,209 (±0,231) km berechnet, die Albedo mit 0,341 (±0,073).
Der Asteroid wurde am 23. Mai 2000 nach dem belgischen Physiker Joseph Antoine Ferdinand Plateau (1801–1883) benannt.